# La Chapelle-Saint-Laurian
La Chapelle-Saint-Laurian é uma comuna francesa na região administrativa do Centro, no departamento Indre. Estende-se por uma área de 9,64 km². Em 2010 a comuna tinha 145 habitantes (densidade: 15 hab./km²).